# Terrace Park
Terrace Park – wieś w Stanach Zjednoczonych, w stanie Ohio, w hrabstwie Hamilton.